# Acadèmia Eslovena de Ciències i Arts
L'Acadèmia Eslovena de Ciències i Arts (SASA) (eslovè Slovenska akademija znanosti in umetnosti, SAZU) és l'acadèmia nacional d'Eslovènia, que desenvolupa la ciència i les arts i aplega els principals científics i artistes eslovens, membres de l'Acadèmia. SAZU fou fundada el 1938. El 26 de gener de 1943 l'Acadèmia fou acceptada en l'italià Consell Nacional de l'Acadèmia (Consiglio nazionale delle Academie). Té un màxim de 60 membres i 30 més associats i es troba a Ljubljana.